# Jocs Olímpics d'Estiu de 1992
Els Jocs Olímpics d'Estiu de 1992, oficialment Jocs Olímpics de la XXV Olimpíada, es van celebrar a la ciutat de Barcelona entre els dies 25 de juliol i 9 d'agost de 1992. Hi participaren 9.356 atletes (6.652 homes i 2.704 dones) de 169 comitès nacionals, que competiren en 32 esports i 286 especialitats.
La cerimònia inaugural va tenir lloc al remodelat Estadi Olímpic de Montjuïc (al qual posteriorment es va donar el nom de Lluís Companys), que tot i que va ésser inaugurat en ocasió de l'Exposició Internacional de Barcelona de 1929, fou renovat completament per tal d'acollir els Jocs Olímpics de Barcelona'92 i només se'n va conservar la façana.
Els Jocs Olímpics de 1992 varen suposar una transformació profunda de la ciutat de Barcelona i de la societat catalana. La primera com a resultat d'una gran quantitat d'obres d'adequació de la configuració de la ciutat aprofitant l'oportunitat de l'esdeveniment sense caure en l'error d'orientar-los exclusivament al seu servei, sinó per fer canvis a la ciutat que haurien requerit decennis en condicions normals. La transformació social va venir de la mà de la necessitat d'implicació de tots els sectors: ciutadans, empreses, entitats, etc. en el suport de l'esdeveniment i, especialment, de la seva organització. Les múltiples accions generades per aconseguir aquest suport tenien com a resultat un alt grau de complicitat, sentiment de pertinença i orgull individual i col·lectiu que va reforçar la societat en el seu conjunt. A més a més, algunes de les iniciatives engegades, com el foment de la pràctica de l'esport o el foment del voluntariat es van quedar instal·lades a la societat catalana de forma estable.
Coincidint amb l'etapa de preparació dels jocs es van organitzar múltiples esdeveniments paral·lels que ajudaven a informar, formar i incrementar el grau d'involucració de la ciutadania. D'entre totes elles destaca el conjunt d'exposicions i actes agrupats dins el programa de l'Olimpíada Cultural, una iniciativa pionera que acostava l'esport des d'una perspectiva diferent a la de la pràctica esportiva.
Dins les noves construccions destaca la construcció de l'Anella Olímpica al voltant del reformat estadi olímpic, formada per les piscines Picornell, les piscines de salts de Montjuïc, el camp d'hoquei de Pau Negre, el Palau Sant Jordi, l'edifici de l'INEFC i d'altres instal·lacions.
També es construïren noves instal·lacions arreu de la ciutat, com ara el poliesportiu de l'Espanya Industrial al parc del mateix nom, on es desenvoluparen les competicions d'halterofília.
Els Jocs Olímpics es van caracteritzar per la seva descentralització en diferents subseus properes a la ciutat que van suposar un important esforç de renovació d'infraestructures i de divulgació de la imatge de la ciutat a tot el món.
Per aquest motiu es construïren diferents viles olímpiques per als atletes, al Poblenou, Montigalà (Badalona), entre d'altres.
Els Jocs Olímpics de Barcelona varen ser els primers a incorporar dins una mateixa organització els Jocs Paralímpics corresponents. Fins aquell moment s'havien configurat com a esdeveniments separats. Des del 1992, el model Barcelona es va instaurar com a definitiu.

## Candidatura

### Antecedents esportius de Barcelona
La vinculació de Barcelona amb l'esport es remunta a l'època romana, però va ser a finals del segle xix quan es comencen a desenvolupar les activitats esportives, apareixen els primers clubs i associacions d'esports, com el futbol amb la fundació del Futbol Club Barcelona el 1899, el ciclisme amb la Unió Esportiva Sants de 1882, la boxa i també esports de mar com les regates, amb el Club Català de Regates de 1879, o la natació amb el Club Natació Barcelona de 1907 i, posteriorment, l'automobilisme amb l'impuls del Reial Automòbil Club de Catalunya, fundat el 1906, que va organitzar la primera competició automobilística d'Espanya el 1908.
La reedició dels Jocs Olímpics moderns de la mà del baró Pierre de Coubertin l'any 1894 era la confirmació d'una tendència en la qual Catalunya era pionera respecte a la resta de l'estat espanyol.

#### Voluntat per organitzar uns Jocs Olímpics
Abans d'aconseguir la candidatura de 1992, l'Ajuntament de Barcelona havia optat en quatre ocasions a organitzar uns Jocs Olímpics. En una d'elles es va retirar i les tres restants va ser exclosa.
La primera sol·licitud la va realitzar l'any 1920 per tal d'organitzar l'edició de 1924. Les altres ciutats candidates eren Amsterdam, Roma, Los Angeles, Praga i París. Les pressions del president del Comitè Olímpic Internacional, el baró de Coubertin, sobre els seus membres per tal que votessin a favor de París varen fer inviable una competició en condicions.
Animats per l'embranzida que va suposar per la ciutat l'exposició de 1929, l'ajuntament va sol·licitar, per segona vegada, l'organització dels Jocs Olímpics de 1936 al que optaven les ciutats d'Alexandria, Berlín, Budapest, Buenos Aires, Colònia, Dublín, Frankfurt del Main, Hèlsinki, Nuremberg, Roma i Barcelona. La instauració de la Segona República i l'exili del rei Alfons XIII varen desanimar els membres del COI que s'havien de reunir a Barcelona per realitzar la votació. A causa de la manca de quòrum, la decisió sobre la seu dels Jocs del 1936 es va ajornar, i es va decidir fer la votació per carta. L'escrutini es va fer a Lausana un mes després: Berlín, fou la guanyadora, amb 43 vots; Barcelona, n'havia obtingut 16, i hi hagué 8 abstencions.
Barcelona no va defallir i el 1932 ho va intentar per tercer cop. A la 30a. sessió del CIO a Los Angeles es va presentar com a candidata als Jocs Olímpics de 1940, una candidatura que s'havia de defensar i votar a Berlín, poc abans dels Jocs de 1936. En aquest cas, però, la delegació encapçalada per August Pi i Sunyer, president del Comitè Olímpic Espanyol, no va arribar a assistir-hi, degut al començament de la Guerra Civil espanyola, tot just quinze dies abans.
El quart intent d'aconseguir l'organització dels jocs va ser l'any 1965 quan l'Ajuntament de Barcelona va presentar una nova petició per organitzar els Jocs Olímpics de 1972. Quan es va presentar la proposta al Comitè Olímpic Espanyol per obtenir-ne el vist-i-plau, el seu president, José Antonio Elola Olaso, sense cap raó aparent, va canviar la candidatura de Barcelona per la de Madrid, tot proposant de reservar per a la ciutat comtal les proves dels esports nàutics i aquàtics. Madrid, que s'enfrontava a Detroit, Mont-real i Múnic va perdre en favor d'aquesta darrera que va organitzar el Jocs Olímpics de 1972, recordats per ser els primers amb la presència del terrorisme dins l'esdeveniment.

#### Olimpíada Popular
A la frustració per haver perdut l'elecció com a seu olímpica del 1936 degut a raons polítiques, ja que s'havia considerat la república com un element desestabilitzador a Espanya, se sumava la designació de Berlín on governava un règim totalitari. La preparació dels Jocs de Berlín s'orientava a fer d'ells una apologia del nazisme i dels seus valors racials i militars, cosa totalment en contra de l'esperit olímpic, tant a l'antiguitat clàssica com a l'era moderna. Es van produir protestes a nivell mundial, sobretot per part d'organitzacions jueves i d'esquerres, però finalment el COI va mantenir la celebració dels Jocs a Berlín. Barcelona va decidir organitzar una celebració alternativa, l'Olimpíada Popular, amb l'objectiu de recuperar el veritable esperit olímpic, la pau i la solidaritat entre les nacions, tot el que s'estava negant en l'organització dels Jocs de Berlín amb la complicitat del COI. S'havien d'inaugurar el 19 de juliol de 1936, però el cop d'estat franquista el dia abans, va impedir-ne la seva realització.

### Candidatura pels Jocs de 1992

#### Desenvolupament de la idea
L'any 1980, quan Narcís Serra portava un any com a alcalde de Barcelona en el primer consistori democràtic des de feia més de 40 anys, va proposar la idea de demanar els Jocs Olímpics per a la ciutat. Després de ser aprovat per unanimitat pel plenari municipal del 30 de juny de 1981, es va encarregar a Romà Cuyàs els estudis previs especialment orientats a verificar la factibilitat de la proposta. L'informe Projecte de Jocs Olímpics Barcelona 1992. Primeres aproximacions, que es va presentar als mitjans l'11 de novembre de 1982 confirmava la viabilitat inicial, condicionada a la realització d'un avantprojecte detallat que havia de ser aprovat per les autoritats i entitats implicades en comprometre l'impuls i el finançament necessari.

#### Oficina Olímpica
Va ser creada el 26 de novembre de 1982 per encarregar-se de realitzar tots els treballs i projectes que culminarien en el dossier de candidatura. Reportava al Consell Rector de Candidatura format per l'Ajuntament de Barcelona, la Generalitat de Catalunya i la Cambra de Comerç de Barcelona. Des d'aquests òrgans es varen fixar els objectius i plans, i es va encarregar i liderar els projectes de transformació de la ciutat a realitzar dins del període de candidatura i que tenien l'objectiu de mostrar que la ciutat s'estava preparant i estava implicada per tirar endavant el repte d'organitzar uns Jocs Olímpics.
Es van definir quatre àrees olímpiques on s'havien de concentrar les principals instal·lacions i equipaments relacionats amb els jocs: Parc de Mar (Vila Olímpica), Anella Olímpica, àrea de Vall d'Hebron i àrea Diagonal.

#### Elecció
| 91a Sessió del Comitè Olímpic Internacional. 17 d'octubre de 1986, Lausana (Suïssa) Elecció de la seu dels XXV Jocs Olímpics d'estiu |      |               |           |           |           |
| Ciutat | País | País          | Votacions | Votacions | Votacions |
| Ciutat | País | País          | Ronda 1   | Ronda 2   | Ronda 3   |
| Barcelona |      | Catalunya     | 29        | 37        | 47        |
| París |      | França        | 19        | 20        | 23        |
| Brisbane |      | Austràlia     | 11        | 9         | 10        |
| Belgrad |      | Iugoslàvia    | 13        | 11        | 5         |
| Birmingham |      | Regne Unit    | 8         | 8         | -         |
| Amsterdam |      | Països Baixos | 5         | -         | -         |

L'elecció per ser la seu de la XXV edició dels Jocs Olímpics d'estiu de 1992 es va dur a terme a la 91a Sessió del Comitè Olímpic Internacional, celebrada el 17 d'octubre de 1986 a Lausana, Suïssa. Es presentaven les ciutats d'Amsterdam, Belgrad, Birmingham, Brisbane, Barcelona i París. A la primera volta, es va descartar Amsterdam, amb 5 dels 85 punts possibles. A la segona volta, es va descartar Birmingham, amb 8 vots. Barcelona va sortir escollida a la tercera volta amb 47 punts, seguida de París amb 23 punts.

## Elements dels Jocs

### Mascota olímpica
La mascota olímpica escollida per a representar els Jocs fou Cobi, un gos d'atura català dissenyat en estil cubista pel valencià Xavier Mariscal. La seva presentació es feu el 1987 i el seu nom prové del COOB, el Comitè Organitzador de les Olimpíades de Barcelona.

### Música
L'any 1987 Freddie Mercury i Montserrat Caballé gravaren la cançó Barcelona, peça principal de l'àlbum del mateix nom i que serví de promoció a la ciutat per tal d'aconseguir els Jocs. La cançó s'havia d'interpretar en la cerimònia d'obertura però la prematura mort del cantant britànic vuit mesos abans de l'inici dels Jocs impedí aquest fet.
L'any 1992 Andrew Lloyd Webber i Don Black compongueren la cançó Amics per sempre, que fou interpretada per Sarah Brightman i Josep Carreras durant la cerimònia d'obertura dels Jocs. En la cerimònia de clausura la mateixa cançó fou interpretada pel grup de rumba catalana Los Manolos.

### Imatge i identitat corporativa

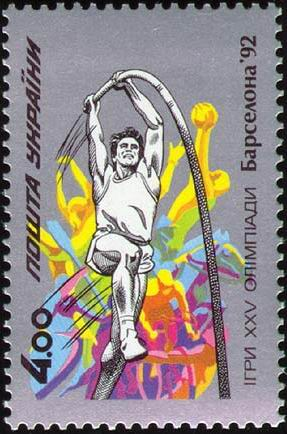
Segell ucraïnès commemmoratiu dels Jocs Olímpics d'estiu de 1992.

Els jocs de Barcelona també van significar una renovació pel que fa al tractament de la imatge i la identitat corporativa. Així es va poder comprovar en les nombroses edicions de cartells, en les emissions de Monedes commemoratives i segells que va realitzar la FNMT a Madrid i també en la Col·lecció de 16 Medalles oficials commemoratives dels Jocs de la XXVa Olimpíada que es va realitzar a Barcelona.
Pels Jocs Olímpics de Barcelona'92 es van elaborar un total 32 pictogrames, a partir del logotip creat pel Josep Maria Trias. Això va significar un canvi substancial respecte els pictogrames anteriors, ja que s'imposava un estil basat en el dibuix del cos humà a partir de tres parts úniques diferenciades: cap, braços i cames.

### Torxa olímpica
La torxa olímpica dels Jocs Olímpics d'estiu de 1992 fou dissenyada pel català André Ricard. Hi figura el lema "XXV OLIMPÍADA BARCELONA 1992" així com el logotip dels Jocs. La torxa va visitar en 39 dies les 17 comunitats autònomes, i va recórrer més de 6.000 km. Va passar per 652 localitats i es va aturar en 60; hi varen participar un total de 9.500 portadors. Actualment es conserva a la col·lecció permanent del Museu de les Arts Decoratives, que forma part del Disseny Hub Barcelona.

### Peveter olímpic
Obra dels dissenyadors Ramon Bigas i Balcells i Pep Sant i Pont, inspirada en Gaudí i en la Mediterrània, per la forma del fust evoca les corbes que sovint l'arquitecte modernista va plasmar en les seves obres, i per la semblança del peveter amb les timons de les barques antigues que solcaven la Mediterrània. La cubeta és de titani oxidat, un metall que té un color blavós i molt irisat, la peanya sobre la que se sosté la cubeta té un revestiment d'alumini. El fust s'alça 12 metres per damunt de la paret de l'estadi i 26 metres sobre el nivell de l'avinguda de l'Estadi. La flama és de color carbassa, aconseguit fent que el gas cremi amb poc aire, és a dir, amb mala carburació. consumeix 450 m³ de gas cada hora.

### Seguretat
La seguretat d'aquests Jocs Olímpics va ser una responsabilitat del govern central, que va crear la Comisión Superior de Seguridad Olímpica presidida pel Secretari de Seguretat Rafael Vera l'any 1978. També es va crear la Comisión de Planificación de Seguridad Olímpica, presidida pel Governador de Barcelona, Ferran Cardenal. La responsabilitat d'aquesta comissió va ser planificar i executar els plans de seguretat olímpica, segons el model de Calgari, en què el mateix organisme planificador va ser responsable de l'execució. En acabar-se l'esdeveniment, la premsa va valorar positivament l'èxit de la seguretat.

## Cerimònies

### Cerimònia d'obertura
La cerimònia d'obertura, realitzada a l'Estadi Olímpic de Montjuïc, va tenir lloc el dia 25 de juliol de 1992 i va comptar amb la presència dels reis Joan Carles I i Sofia de Grècia. A l'inici de la cerimònia es va representar pel grup La Fura dels Baus l'escena mitològica d'Hèrcules separant els continents d'Europa i Àfrica, creant el mar Mediterrani i el futur naixement de la ciutat de Barcelona. Posteriorment participaren els cantants Victòria dels Àngels, Jaume Aragall, Teresa Berganza, Montserrat Caballé, Josep Carreras, Plácido Domingo, Alfredo Kraus i Joan Pons; els músics Carles Santos o Ryuichi Sakamoto; i hi feren presència diversos elements de la cultura catalana com els castellers i la sardana, així com elements de les diverses regions d'Espanya com poden ser els timbalers d'Aragó, les bandes musicals representant el sud de Catalunya i el País Valencià, el flamenc i les sevillanes andaluses i la jota. Al llarg de la cerimònia es va reproduir escenogràficament exemples de la millor pintura espanyola i particularment catalana, mostrant vestits i imatges arquitectòniques d'Antoni Gaudí i obres pictòriques de Salvador Dalí, Joan Miró i Francisco de Goya.

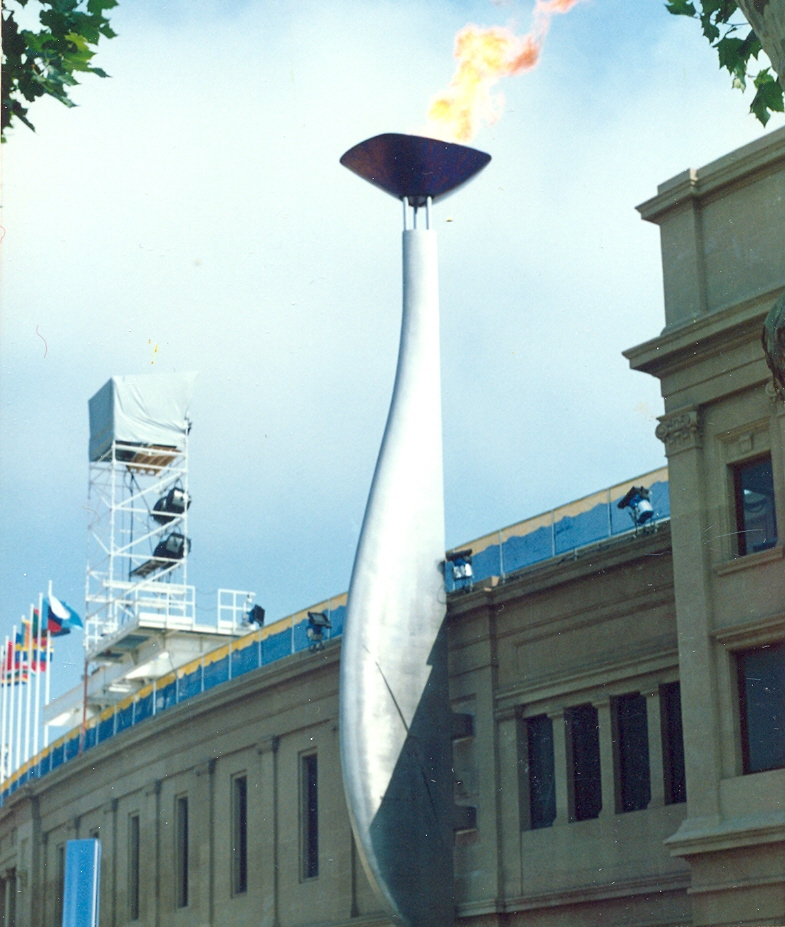
Peveter olímpic encès l'any 1992

Amb un repic de tambors l'arquer Antonio Rebollo va encendre el peveter olímpic mitjançant el llançament d'una fletxa amb el foc olímpic cremant a la seva punta, el moment més esperat de la cerimònia. Es calcula que uns 2.000 milions de persones van seguir per televisió la cerimònia d'obertura en tot el món.
Posteriorment l'alcalde de Barcelona Pasqual Maragall va pronunciar en el seu discurs diverses frases a favor de la pau a l'antiga Iugoslàvia (en aquells moments era vigent la Guerra dels Balcans). L'alcalde va iniciar el seu discurs anomenant l'Olimpíada Popular de 1936, que es va avortar a conseqüència de la Guerra civil espanyola. Tot el discurs va ser narrat en les quatre llengües oficials dels Jocs Olímpics, el català, castellà, francès i anglès.

### Cerimònia de clausura
En la cerimònia de clausura, realitzada el dia 9 d'agost a l'Estadi Olímpic de Montjuïc, el president del Comitè Olímpic Internacional (COI), Joan Antoni Samaranch, va declarar que els de Barcelona havien estat els millors Jocs Olímpics de la història. L'afirmació va ser corroborada per tots els mitjans de comunicació internacionals i atletes de tots els països, que van tenir en compte la modèlica organització, l'absència d'incidents, la massiva participació de ciutadans voluntaris, la comoditat i bellesa de les instal·lacions i, sobretot, el gran suport popular dels ciutadans barcelonins, que van rebre els jocs amb un entusiasme que va propiciar que la ciutat visqués un gran ambient festiu durant tot l'esdeveniment. Cap al final de la cerimònia de clausura, enmig d'una pluja de focs artificials, Cobi, la mascota olímpica va desaparèixer cel amunt, navegant per l'aire en un vaixell de paper.

## Comitès olímpics participants

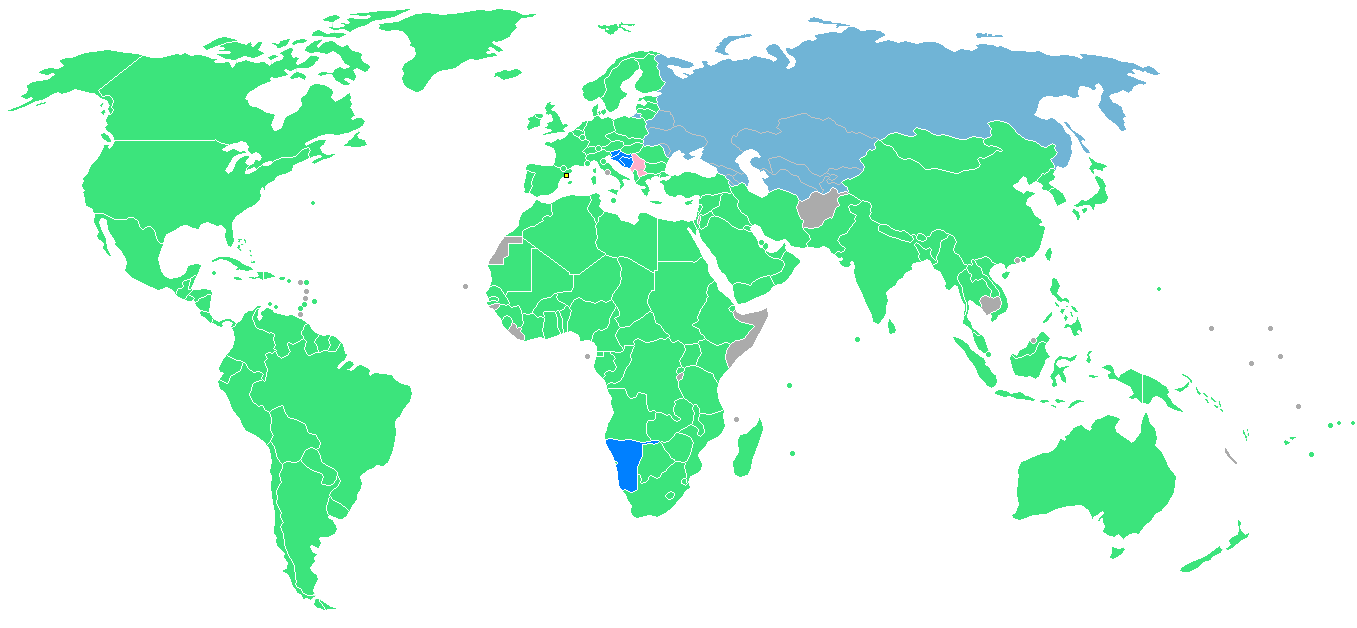
Comitès Olímpics participants a Barcelona 92.

Encara que no hi va haver, per primer cop des de l'edició de 1972, un boicot organitzat, als Jocs Olímpics de Barcelona'92 la política va estar molt present. Eren temps de canvi de fronteres, sobretot a l'Europa socialista. Els únics membres del Comitè Olímpic Internacional que no van enviar representants van ser l'Afganistan, Brunei, Libèria i Somàlia, però cap d'ells ho va fer per motius polítics.
Amb la desaparició de la Unió Soviètica, el 1992 la CEI concentrava onze de les quinze antigues repúbliques soviètiques. És a dir, totes excepte les tres repúbliques bàltiques i Geòrgia. Aquesta darrera va decidir anar al Jocs juntament amb la CEI. D'aquesta nova fusió eixí l'Equip Unificat, nom amb el qual van participar, per primera i última vegada, a Barcelona. Estònia i Letònia tornaren als Jocs 56 anys després, mentre que foren 64 en cas de Lituània. 

La disgregació d'un altre estat d'Europa oriental, en aquest cas Iugoslàvia, va produir el debut de Croàcia, Eslovènia i Bòsnia i Hercegovina (aquesta va participar per única vegada amb el codi BSH, canviat amb posterioritat pel BIH). La República de Macedònia no va acudir. Per la seva banda, als atletes iugoslaus no se'ls va permetre participar amb la seva nova bandera per les sancions de l'ONU, de manera ho van fer sota l'empara de la bandera olímpica com a Participants Olímpics Independents. Només podien prende part en competicions individuals.

Hi va haver altres presències innovadores per diferents motius. Corea del Nord, Cuba, Nicaragua i Etiòpia van tornar després del boicot en l'anterior cita. Sud-àfrica, precisament la causant del boicot dels Jocs de Munic'72, va tornar a participar després de 32 anys d'absència per la política de l'apartheid. Birmània va inscriure's com Myanmar, després de canviar el nom de l'estat el 1989. Un any després l'Alemanya Federal i l'Alemanya Democràtica es fonien en una sola. Era la primera participació conjunta des dels temps de l'Equip Unificat d'Alemanya, el qual participà per darrer cop en Tòquio '64. Però aquell any no va ser l'unica reunificació. El Iemen va acudir com una sola delegació per primer cop, després de la unió del Nord i el Sud. També el 1990 Namíbia s'independitzà de Sud-àfrica, debutant també a Barcelona. En canvi, era Txecoslovàquia qui s'acomiadava abans de la seva divisió. 

La llista de tots els Comitès Olímpics apareix ordenada alfabèticament segons els seus respectius codis del COI. Entre parèntesis apareix el nombre de participants que van aportar cadascun. Després de la coma, el primer número fa referència als atletes masculins i el segon a les atletes femenines:
| Llista de CON participants | Llista de CON participants | Llista de CON participants |
| --- | --- | --- |
| - Albània ALB (8, 6-2) - Alemanya GER (486, 318-168) - Algèria ALG (38, 35-3) - Andorra AND (8, 7-1) - Angola ANG (39, 35-4) - Antigua i Barbuda ANT (13, 9-4) - Antilles Neerlandeses AHO (4, 3-1) - Aràbia Saudita KSA (9, 9-0) - Argentina ARG (107, 90-17) - Aruba ARU (5, 4-1) - Austràlia AUS (295, 201-94) - Àustria AUT (107, 72-35) - Bahames BAH (15, 12-3) - Bahrain BRN (13, 13-0) - Bangladesh BAN (6, 5-1) - Barbados BAR (17, 16-1) - Bèlgica BEL (168, 43-25) - Benín BEN (6, 4-2) - Bermudes BER (20, 14-6) - Belize BIZ (10, 9-1) - Bolívia BOL (14, 8-6) - Botswana BOR (6, 6-0) - Brasil BRA (195, 145-50) - Bòsnia i Hercegovina BSH (10, 6-4) - Bulgària BUL (139, 88-51) - Burkina Faso BUR (4, 4-0) - Bhutan BHU (6, 3-3) - Camerun CMR (11, 6-5) - Canadà CAN (304, 184-120) - Corea del Nord PRK (64, 36-28) - Corea del Sud KOR (244, 165-79) - Costa d'Ivori CIV (13, 8-5) - Colòmbia COL (51, 48-3) - Costa Rica CRC (16, 11-5) - Croàcia CRO (41, 37-4) - Cuba CUB (187, 133-54) - Dinamarca DEN (7, 6-1) - Djibouti DJI (14, 11-3) - Egipte EGY (83, 80-3) - Equador ECU (13, 6-7) - Equip Unificat EUN (494, 319-175) - Eslovènia SLO (35, 26-9) - Espanya ESP (489, 351-138) - Estats Units USA (578, 375-203) - Estònia EST (37, 33-4) - Etiòpia ETH (23, 16-7) - El Salvador ESA (4, 3-1) - Fiji FIJ (19, 15-4) - Filipines PHI (34, 30-4) - Finlàndia FIN (89, 61-28) - França FRA (376, 272-104) - Gabon GAB (8, 7-1) - Gàmbia GAM (5, 5-0) - Ghana GHA (37, 35-2) - Grècia GRE (72, 57-15) - Grenada GRN (4, 3-1) - Guatemala GUA (16, 14-2) | - Guam GUM (22, 16-6) - Guinea GUI (8, 6-2) - Guinea Equatorial GEQ (7, 5-2) - Guyana GUY (6, 5-1) - Haití HAI (7, 7-0) - Hondures HON (10, 7-3) - Hongria HUN (222, 164-58) - Hong Kong HKG (38, 28-10) - Iemen YEM (13, 13-0) - Illes Caiman CAY (10, 10-0) - Illes Cook COK (2, 2-0) - Salomó SOL (1, 1-0) - Illes Verges Britàniques IVB (4, 4-0) - Illes Verges dels EUA ISV(24, 19-5) - Índia IND (53, 47-6) - Indonèsia INA (47, 29-18) - Iran IRI (40, 40-0) - Iraq IRQ (9, 9-0) - Irlanda IRL (58, 49-9) - Islàndia ISL (29, 26-3) - Israel ISR (31, 26-5) - Itàlia ITA (323, 245-78) - Jamaica JAM (36, 22-14) - Jordània JOR (7, 6-1) - Japó JPN (272, 188-84) - Kenya KEN (51, 42-9) - Kuwait KUW (36, 36-0) - Laos LAO (6, 6-0) - Letònia LAT (34, 25-9) - Lesotho LES (6, 5-1) - Líban LIB (13, 13-0) - Líbia LBA (6, 6-0) - Liechtenstein LIE (7, 4-3) - Lituània LTU (47, 36-11) - Luxemburg LUX (6, 5-1) - Madagascar MAD (14, 9-5) - Malàisia MAS (28, 26-2) - Malawi MAW (4, 3-1) - Maldives MDV (7, 6-1) - Mali MLI (5, 3-2) - Malta MLT (7, 4-3) - Marroc MAR (53, 49-4) - Mèxic MEX (134, 102-32) - Maurici MRI (13, 6-7) - Mauritània MTN (6, 6-0) - Moçambic MOZ (6, 3-3) - Mònaco MON (2, 1-1) - Mongòlia MGL (33, 27-6) - Myanmar MYA (4, 1-3) - Namíbia NAM (6, 5-1) - Nepal NEP (5, 2-3) - Nicaragua NCA (8, 7-1) - Níger NIG (3, 3-0) - Nigèria NGR (57, 34-23) - Noruega NOR (85, 51-34) - Nova Zelanda NZL (137, 92-45) | - Oman OMA (5, 5-0) - Països Baixos NED (215, 128-87) - Pakistan PAK (27, 27-0) - Panamà PAN (5, 5-0) - Paraguai PAR (30, 27-3) - Participants Olímpics Indp. IOP (59, 39-20) - Papua Nova Guinea PNG (13, 12-1) - Perú PER (16, 12-4) - Polònia POL (205, 153-52) - Portugal POR (100, 77-23) - Puerto Rico PUR (75, 66-9) - Qatar QAT (31, 31-0) - Regne Unit GBR (376, 231-145) - República Centreafricana CAF (16, 14-2) - Rep. del Congo CGO (7, 7-1) - República Dominicana DOM (32, 30-2) - Romania ROM (176, 107-69) - Ruanda RWA (10, 7-3) - Saint Vincent i les Grenadines VIN (6, 4-2) - Samoa SAM (5, 5-0) - Samoa Americana ASA (3, 3-0) - San Marino SMR (17, 16-1) - Senegal SEN (21, 19-2) - Seychelles SEY (11, 10-1) - Sierra Leone SLE (11, 9-2) - Singapur SIN (14, 11-3) - Síria SYR (10, 9-1) - Suècia SWE (192, 148-44) - Suïssa SUI (114, 83-31) - Sudan SUD (6, 6-0) - Surinam SUR (6, 5-1) - Eswatini SWZ (6, 6-0) - Sri Lanka SRI (11, 5-6) - Sud-àfrica RSA (94, 69-25) - Tailàndia THA (47, 23-24) - Tanzània TAN (9, 9-0) - Tonga TGA (5, 5-0) - Togo TOG (6, 6-0) - Trinitat i Tobago TRI (7, 7-0) - Tunísia TUN (14, 12-2) - Turquia TUR (47, 39-8) - Txad CHA (7, 6-1) - Txecoslovàquia TCH (209, 147-62) - Uganda UGA (8, 6-2) - Emirats Àrabs Units UAE (14, 14-0) - Uruguai URU (23, 23-0) - Vanuatu VAN (6, 4-2) - Veneçuela VEN (37, 32-5) - Vietnam VIE (7, 2-5) - Xile CHI (14, 11-3) - R.P. de la Xina CHN (246, 118-128) - Xina-Taipei TPE (37, 26-11) - Xipre CYP (17, 13-4) - Zaire ZAI (20, 18-2) - Zàmbia ZAM (9, 8-1) - Zimbàbue ZIM (19, 10-9) |

## Instal·lacions esportives

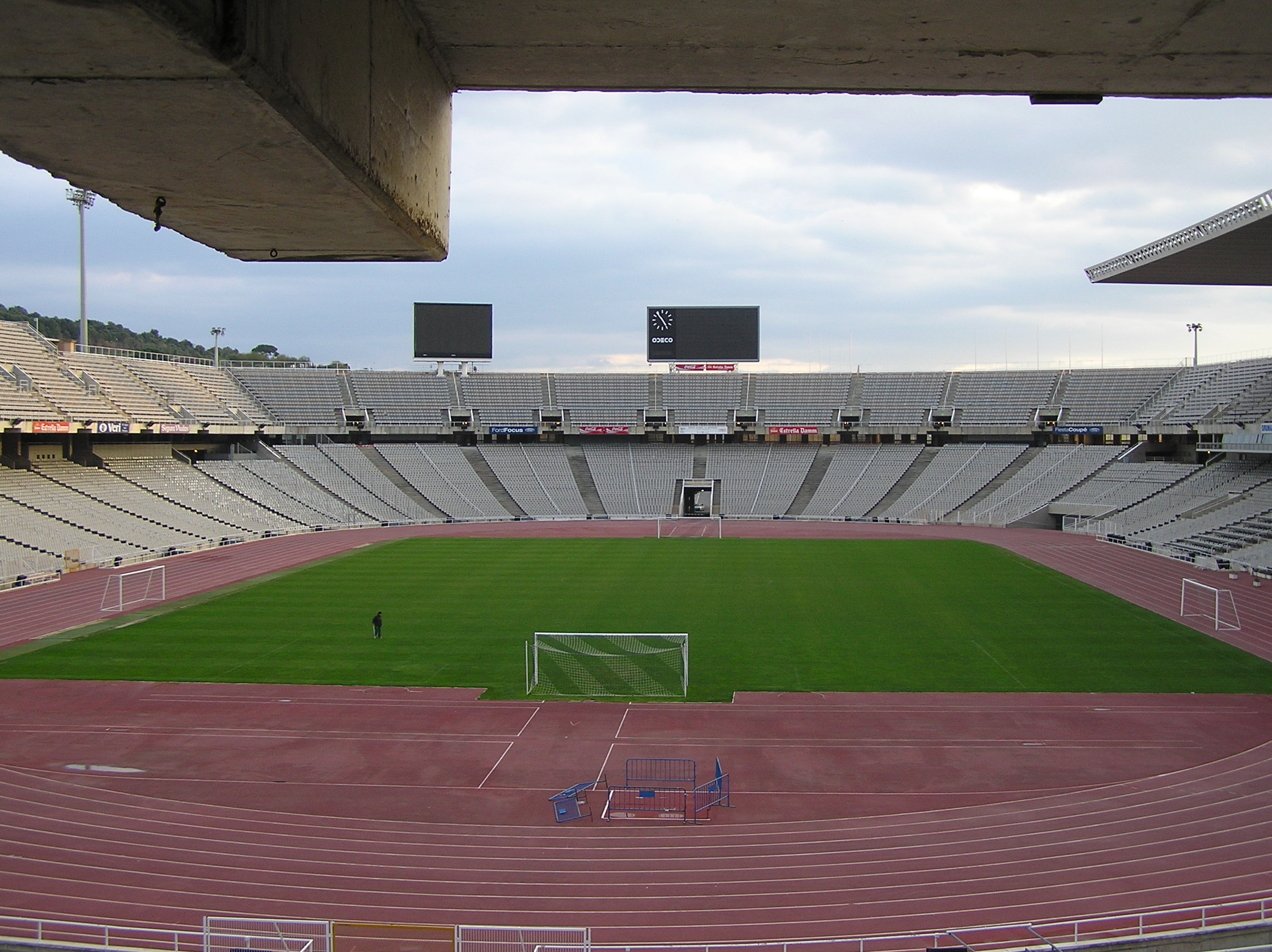
Vista interior de l'Estadi Olímpic de Montjuïc.

En els Jocs Olímpics d'estiu de 1992 s'utilitzaren tot un seguit d'instal·lacions, dividides en 7 grans zones:
- Estadi Olímpic de Montjuïc
- Anella Olímpica
- Àrea de Sants-Monjuïc
- Àrea olímpica de la Vall d'Hebron
- Àrea olímpica de la Diagonal
- Àrea olímpica del Poblenou
- 16 subseus

## Competició

### Esports
Als Jocs es van practicar un total de 28 esports, amb 257 esdeveniments. El bàdminton i el beisbol foren, per primer cop, esports olímpics. A continuació hi ha una llista dels diferents esports i, entre parèntesis, el nombre d'esdeveniments de casdascun:

### Calendari
| Programa dels Jocs Olímpics de Barcelona 1992 | Programa dels Jocs Olímpics de Barcelona 1992 | Programa dels Jocs Olímpics de Barcelona 1992 | Programa dels Jocs Olímpics de Barcelona 1992 | Programa dels Jocs Olímpics de Barcelona 1992 | Programa dels Jocs Olímpics de Barcelona 1992 | Programa dels Jocs Olímpics de Barcelona 1992 | Programa dels Jocs Olímpics de Barcelona 1992 | Programa dels Jocs Olímpics de Barcelona 1992 | Programa dels Jocs Olímpics de Barcelona 1992 | Programa dels Jocs Olímpics de Barcelona 1992 | Programa dels Jocs Olímpics de Barcelona 1992 | Programa dels Jocs Olímpics de Barcelona 1992 | Programa dels Jocs Olímpics de Barcelona 1992 | Programa dels Jocs Olímpics de Barcelona 1992 | Programa dels Jocs Olímpics de Barcelona 1992 | Programa dels Jocs Olímpics de Barcelona 1992 | Programa dels Jocs Olímpics de Barcelona 1992 | Programa dels Jocs Olímpics de Barcelona 1992 | Programa dels Jocs Olímpics de Barcelona 1992 | Programa dels Jocs Olímpics de Barcelona 1992 | Programa dels Jocs Olímpics de Barcelona 1992 |
| Mes                                           | Mes                                           | Mes                                           | juliol                                        | juliol                                        | juliol                                        | juliol                                        | juliol                                        | juliol                                        | juliol                                        | agost                                         | agost                                         | agost                                         | agost                                         | agost                                         | agost                                         | agost                                         | agost                                         | agost                                         |                                               |                                               |                                               |
| Dia                                           | Dia                                           | Dia                                           | 25                                            | 26                                            | 27                                            | 28                                            | 29                                            | 30                                            | 31                                            | 1                                             | 2                                             | 3                                             | 4                                             | 5                                             | 6                                             | 7                                             | 8                                             | 9                                             | Dies                                          | Finals                                        |                                               |
| --------------------------------------------- | --------------------------------------------- | --------------------------------------------- | --------------------------------------------- | --------------------------------------------- | --------------------------------------------- | --------------------------------------------- | --------------------------------------------- | --------------------------------------------- | --------------------------------------------- | --------------------------------------------- | --------------------------------------------- | --------------------------------------------- | --------------------------------------------- | --------------------------------------------- | --------------------------------------------- | --------------------------------------------- | --------------------------------------------- | --------------------------------------------- | --------------------------------------------- | --------------------------------------------- | --------------------------------------------- |
| Cerimònies                                    | Cerimònies                                    | Cerimònies                                    | O                                             |                                               |                                               |                                               |                                               |                                               |                                               |                                               |                                               |                                               |                                               |                                               |                                               |                                               |                                               | C                                             | Dies                                          | Finals                                        |                                               |
| Atletisme                                     | Atletisme                                     | Atletisme                                     |                                               |                                               |                                               |                                               |                                               |                                               | 2                                             | 4                                             | 4                                             | 6                                             |                                               | 5                                             | 6                                             | 6                                             | 9                                             | 1                                             | 9                                             | 43                                            |                                               |
| Bàdminton                                     | Bàdminton                                     | Bàdminton                                     |                                               |                                               |                                               |                                               |                                               |                                               |                                               |                                               |                                               |                                               | 4                                             |                                               |                                               |                                               |                                               |                                               | 8                                             | 4                                             |                                               |
| Bàsquet                                       | Bàsquet                                       | Bàsquet                                       |                                               |                                               |                                               |                                               |                                               |                                               |                                               |                                               |                                               |                                               |                                               |                                               |                                               | 1                                             | 1                                             |                                               | 13                                            | 2                                             |                                               |
| Beisbol                                       | Beisbol                                       | Beisbol                                       |                                               |                                               |                                               |                                               |                                               |                                               |                                               |                                               |                                               |                                               |                                               | 1                                             |                                               |                                               |                                               |                                               | 9                                             | 1                                             |                                               |
| Boxa                                          | Boxa                                          | Boxa                                          |                                               |                                               |                                               |                                               |                                               |                                               |                                               |                                               |                                               |                                               |                                               |                                               |                                               |                                               | 6                                             | 6                                             | 14                                            | 12                                            |                                               |
| Ciclisme en ruta                              | Ciclisme                                      | Ciclisme                                      |                                               | 2                                             | 1                                             |                                               | 1                                             |                                               | 5                                             |                                               | 1                                             |                                               |                                               |                                               |                                               |                                               |                                               |                                               | 7                                             | 10                                            |                                               |
| Esgrima                                       | Esgrima                                       | Esgrima                                       |                                               |                                               |                                               |                                               |                                               | 1                                             | 1                                             | 1                                             | 1                                             |                                               | 1                                             | 1                                             | 1                                             | 1                                             |                                               |                                               | 9                                             | 8                                             |                                               |
| Futbol                                        | Futbol                                        | Futbol                                        |                                               |                                               |                                               |                                               |                                               |                                               |                                               |                                               |                                               |                                               |                                               |                                               |                                               |                                               | 1                                             |                                               | 11                                            | 1                                             |                                               |
| Gimnàstica artística                          | Gimnàstica                                    | Gimnàstica                                    |                                               |                                               |                                               | 1                                             | 1                                             | 1                                             | 1                                             | 4                                             | 6                                             |                                               |                                               |                                               |                                               |                                               | 1                                             |                                               | 11                                            | 15                                            |                                               |
| Halterofília                                  | Halterofília                                  | Halterofília                                  |                                               | 1                                             | 1                                             | 1                                             | 1                                             | 1                                             | 1                                             | 1                                             | 1                                             | 1                                             | 1                                             |                                               |                                               |                                               |                                               |                                               | 10                                            | 10                                            |                                               |
| Handbol                                       | Handbol                                       | Handbol                                       |                                               |                                               |                                               |                                               |                                               |                                               |                                               |                                               |                                               |                                               |                                               |                                               |                                               |                                               | 2                                             |                                               | 11                                            | 2                                             |                                               |
| Tennis                                        | Hípica                                        | Hípica                                        |                                               |                                               |                                               |                                               |                                               | 2                                             |                                               |                                               |                                               | 1                                             | 1                                             | 1                                             |                                               |                                               |                                               | 1                                             | 10                                            | 6                                             |                                               |
| Hoquei herba                                  | Hoquei sobre herba                            | Hoquei sobre herba                            |                                               |                                               |                                               |                                               |                                               |                                               |                                               |                                               |                                               |                                               |                                               |                                               |                                               | 1                                             | 1                                             |                                               | 13                                            | 2                                             |                                               |
| Judo                                          | Judo                                          | Judo                                          |                                               |                                               | 2                                             | 2                                             | 2                                             | 2                                             | 2                                             | 2                                             | 2                                             |                                               |                                               |                                               |                                               |                                               |                                               |                                               | 7                                             | 14                                            |                                               |
| Lluita                                        | Lluita                                        | Lluita                                        |                                               |                                               |                                               | 3                                             | 3                                             | 4                                             |                                               |                                               |                                               |                                               |                                               | 3                                             | 3                                             | 4                                             |                                               |                                               | 10                                            | 20                                            |                                               |
| Natació                                       | Natació                                       | Natació                                       |                                               | 4                                             | 4                                             | 5                                             | 5                                             | 5                                             | 6                                             | 6                                             |                                               |                                               |                                               |                                               |                                               |                                               |                                               |                                               | 6                                             | 31                                            |                                               |
| Natació sincronitzada                         | Natació sincronitzada                         | Natació sincronitzada                         |                                               |                                               |                                               |                                               |                                               |                                               |                                               |                                               |                                               |                                               |                                               |                                               | 1                                             | 1                                             |                                               |                                               | 5                                             | 2                                             |                                               |
| Pentatló modern                               | Pentatló modern                               | Pentatló modern                               |                                               |                                               |                                               |                                               | 2                                             |                                               |                                               |                                               |                                               |                                               |                                               |                                               |                                               |                                               |                                               |                                               | 4                                             | 2                                             |                                               |
| Piragüisme en aigües tranquil·les             | Piragüisme                                    | Piragüisme                                    |                                               |                                               |                                               |                                               |                                               |                                               |                                               | 2                                             | 2                                             |                                               |                                               |                                               |                                               | 6                                             | 6                                             |                                               | 8                                             | 16                                            |                                               |
| Rem                                           | Rem                                           | Rem                                           |                                               |                                               |                                               |                                               |                                               |                                               |                                               | 7                                             | 7                                             |                                               |                                               |                                               |                                               |                                               |                                               |                                               | 7                                             | 14                                            |                                               |
| Salts                                         | Salts                                         | Salts                                         |                                               |                                               | 1                                             |                                               | 1                                             |                                               |                                               |                                               |                                               | 1                                             | 1                                             |                                               |                                               |                                               |                                               |                                               | 8                                             | 4                                             |                                               |
| Tennis                                        | Tennis                                        | Tennis                                        |                                               |                                               |                                               |                                               |                                               |                                               |                                               |                                               |                                               |                                               |                                               |                                               |                                               | 2                                             | 2                                             |                                               | 12                                            | 4                                             |                                               |
| Tennis taula                                  | Tennis de taula                               | Tennis de taula                               |                                               |                                               |                                               |                                               |                                               |                                               |                                               |                                               |                                               |                                               |                                               | 1                                             | 1                                             |                                               |                                               |                                               | 10                                            | 4                                             |                                               |
| Tir amb arc                                   | Tir amb arc                                   | Tir amb arc                                   |                                               |                                               |                                               |                                               |                                               |                                               |                                               |                                               |                                               | 2                                             | 2                                             |                                               |                                               |                                               |                                               |                                               | 5                                             | 4                                             |                                               |
| Tir                                           | Tir olímpic                                   | Tir olímpic                                   |                                               | 2                                             | 2                                             | 2                                             | 1                                             | 2                                             | 1                                             | 2                                             | 1                                             |                                               |                                               |                                               |                                               |                                               |                                               |                                               | 8                                             | 13                                            |                                               |
| Vela                                          | Vela                                          | Vela                                          |                                               |                                               |                                               |                                               |                                               |                                               |                                               |                                               | 2                                             | 7                                             | 1                                             |                                               |                                               |                                               |                                               |                                               | 9                                             | 10                                            |                                               |
| Voleibol                                      | Voleibol                                      | Voleibol                                      |                                               |                                               |                                               |                                               |                                               |                                               |                                               |                                               |                                               |                                               |                                               |                                               |                                               | 1                                             |                                               | 1                                             | 13                                            | 2                                             |                                               |
| Waterpolo                                     | Waterpolo                                     | Waterpolo                                     |                                               |                                               |                                               |                                               |                                               |                                               |                                               |                                               |                                               |                                               |                                               |                                               |                                               |                                               |                                               | 1                                             | 7                                             | 1                                             |                                               |
| Finals                                        | Finals                                        | Finals                                        | 0                                             | 9                                             | 12                                            | 14                                            | 17                                            | 19                                            | 19                                            | 23                                            | 27                                            | 19                                            | 12                                            | 12                                            | 12                                            | 23                                            | 23                                            | 10                                            |                                               | 257                                           |                                               |
| Dia                                           | Dia                                           | Dia                                           | 25                                            | 26                                            | 27                                            | 28                                            | 29                                            | 30                                            | 31                                            | 1                                             | 2                                             | 3                                             | 4                                             | 5                                             | 6                                             | 7                                             | 8                                             | 9                                             | Dies                                          | Finals                                        |                                               |
| Mes                                           | Mes                                           | Mes                                           | juliol                                        | juliol                                        | juliol                                        | juliol                                        | juliol                                        | juliol                                        | juliol                                        | agost                                         | agost                                         | agost                                         | agost                                         | agost                                         | agost                                         | agost                                         | agost                                         | agost                                         |                                               |                                               |                                               |

|  | Cerimònies |  | Jornada de competició |  | Jornada amb final | 4 | Nombre de finals |

### Medaller
Deu països amb més medalles en els Jocs Olímpics de 1992. País amfitrió ressaltat
| Pos. | Comitè olímpic        | Or | Plata | Bronze | Total |
| 1    | Equip Unificat (EUN)  | 45 | 38    | 29     | 112   |
| 2    | Estats Units (USA)    | 37 | 34    | 37     | 108   |
| 3    | Alemanya (GER)        | 33 | 21    | 28     | 82    |
| 4    | R.P. de la Xina (CHN) | 16 | 22    | 16     | 54    |
| 5    | Cuba (CUB)            | 14 | 6     | 11     | 31    |
| 6    | Espanya (ESP)         | 13 | 7     | 2      | 22    |
| 7    | Corea del Sud (KOR)   | 12 | 5     | 12     | 29    |
| 8    | Hongria (HUN)         | 11 | 12    | 7      | 30    |
| 9    | França (FRA)          | 8  | 5     | 16     | 29    |
| 10   | Austràlia (AUS)       | 7  | 9     | 11     | 27    |

### Medallistes més guardonats
Categoria masculina
| Nom               | CON            | Disciplina | Or | Plata | Bronze | Total |
| Vitali Sxerbo     | Equip Unificat | Gimnàstica | 6  | 0     | 0      | 6     |
| Hrihori Missiutin | Equip Unificat | Gimnàstica | 1  | 4     | 0      | 5     |
| Aleksandr Popov   | Equip Unificat | Natació    | 2  | 2     | 0      | 4     |
| Yevgeny Sadovyi   | Equip Unificat | Natació    | 3  | 0     | 0      | 3     |
| Matt Biondi       | Estats Units   | Natació    | 2  | 1     | 0      | 3     |
| Jon Olsen         | Estats Units   | Natació    | 2  | 0     | 1      | 3     |

Categoria femenina
| Nom                   | CON            | Disciplina | Or | Plata | Bronze | Total |
| Shannon Miller        | Estats Units   | Gimnàstica | 0  | 2     | 3      | 5     |
| Tetiana Hutsu         | Equip Unificat | Gimnàstica | 2  | 1     | 1      | 4     |
| Lavinia Milosovici    | Romania        | Gimnàstica | 2  | 1     | 1      | 4     |
| Summer Sanders        | Estats Units   | Natació    | 2  | 1     | 1      | 4     |
| Franziska van Almsick | Alemanya       | Natació    | 0  | 2     | 2      | 4     |
| Krisztina Egerszegi   | Hongria        | Natació    | 3  | 0     | 0      | 3     |
| Nicole Haislett       | Estats Units   | Natació    | 3  | 0     | 0      | 3     |

## Impacte
"Tots els implicats llavors en el procés de decisions sabíem, és clar, que els Jocs eren un esdeveniment esportiu […] Confesso sense rubor, que per aquell temps no ens importava massa, ja que es tractava […] d'encertar amb la idea que permetés fer en cinc o sis anys el que no s'havia fet en cinquanta, amb el risc de trigar cinquanta anys més si no s'aprofitava l'oportunitat" Josep Miquel Abad.
| Inversió directa     | milions € constants de 2000 | %    |  | Destinació de la inversió | milions € constants de 2000 | %    |
| -------------------- | --------------------------- | ---- |  | ------------------------- | --------------------------- | ---- |
| Ingressos comercials | 7.448                       | 59,7 |  | Organització              | 1.815                       | 14,5 |
| Ingressos públics    | 5.026                       | 40,3 |  | Obres i infraestructures  | 10.660                      | 85,5 |
| Total                | 12.474                      |      |  | Total                     | 12.474                      |      |

En l'àmbit econòmic, els Jocs van aconseguir una xifra rècord d'ingressos per patrocinis privats, amb 1.300 milions d'euros de 2020 que no es van superar en cap de les següents cites olímpiques fins a Río 2016 inclosa. Respecte al retorn de la inversió, o impacte indirecte, només Pequín 2008 van aconseguir superar-lo.
Van generar 20.230 llocs de feina permanents i 41.450 llocs de feina temporals generats durant el període 1986-1993. A més, l'impacte econòmic directe va ser de 12.987 milions d'euros* i un impacte indirecte de 21.641 milions d'euros (*mitjana d'índex de canvi de l'euro al 2000). Un dels sectors econòmics que va rebre un impuls pels Jocs va ser el sector turístic. L'oferta hotelera de la ciutat va créixer de 118 l'any 1990 a 223 l'any 2002, i el nombre de pernoctacions va passar del 3.795.522 l'any 1990 a 15.529.218 l'any 2012.
Urbanísticament, la ciutat va tenir un gran impacte. Es van crear noves infraestructures viàries, noves zones urbanes, com la Vila Olímpica, es va renovar el Port de Barcelona i l'Aeroport del Prat, entre d'altres millores en infraestructures tecnològiques i embelliment urbanístic.
L'arxiu i fons documental i audiovisual generat pel COOB'92 o escrit sobre els Jocs, és preservat i difós per la Fundació Barcelona Olímpica, l'Arxiu Municipal de Barcelona i el Centre d'Estudis Olímpics i de l'Esport de la UAB.